# Villesiscle
Villesiscle es una comuna francesa situada en el departamento de Aude, en la región de Occitania.

## Demografía
| 222 | 247 | 183 | 217 | 267 | 280 | 388 |
| Para los censos de 1962 a 1999 la población legal corresponde a la población sin duplicidades (Fuente: INSEE [Consultar]) |     |     |     |     |     |     |